# ألونزو بودن
ألونزو بودن (بالإنجليزية: Alonzo Bodden)‏ مواليد 13 يونيو 1962 في كوينز، نيويورك، نيويورك، الولايات المتحدة، هو ممثل وكوميدي أمريكي.

## الأعمال
- إسقاط المنزل
- الفتاة المجاورة
- فيلم مخيف 4

## روابط خارجية
- ألونزو بودن على موقع IMDb (الإنجليزية)
- ألونزو بودن على موقع ميوزك برينز (الإنجليزية)
- ألونزو بودن على موقع أول موفي (الإنجليزية)
- ألونزو بودن على موقع ديسكوغز (الإنجليزية)
- ألونزو بودن على موقع قاعدة بيانات الفيلم (الإنجليزية)